# Europos Parkas

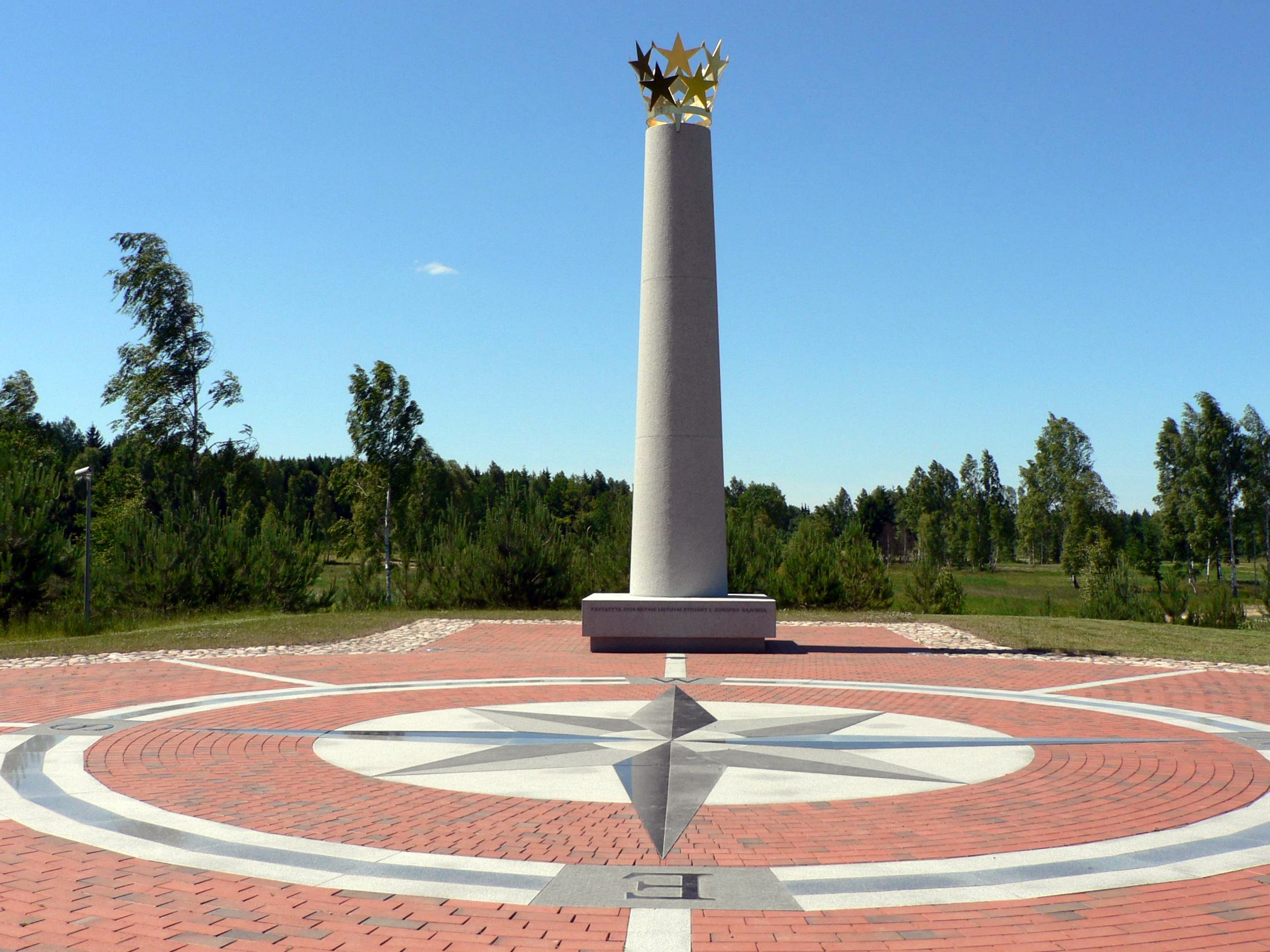
Le Centre de l'Europe.

Europos Parkas (le « parc de l'Europe ») est un musée en plein air situé à 17 km de Vilnius. Le musée donne une dimension artistique au centre géographique du continent européen (tel qu'il a été déterminé par Institut géographique national en 1989) en y associant des œuvres d'art moderne lituaniennes et internationales.

## Collection

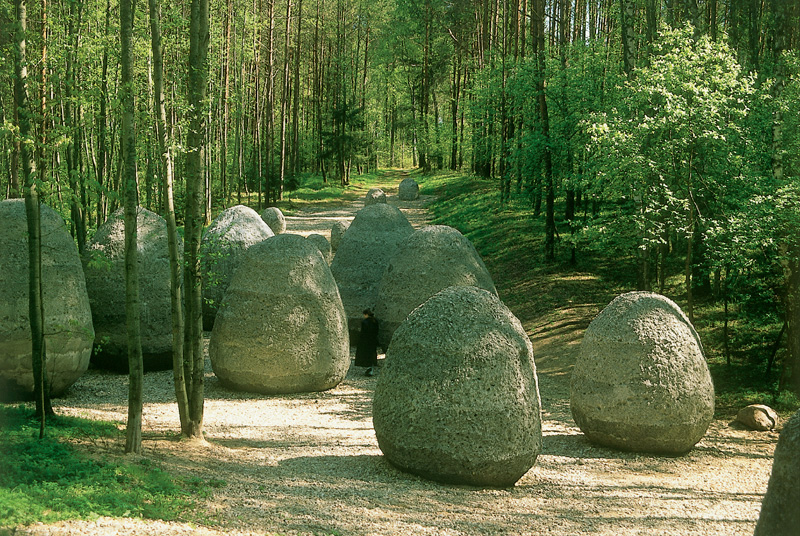
Magdalena Abakanowicz. Space of Unknown Growth

Le musée présentent 90 œuvres créées par des artistes originaires d'Arménie, du Belarus, du Canada, de Croatie, de Chypre, d'Égypte, de France, de Finlande, d'Allemagne, de Grande-Bretagne, de Grèce, de Hongrie, d'Irlande, du Japon, de Lituanie, du Mexique, de Moldavie, des Pays-Bas, du Pérou, de Pologne, de Russie, des États-Unis et du Venezuela. 
La collection inclut des œuvres imposantes par les artistes contemporains Magdalena Abakanowicz, Sol LeWitt et Dennis Oppenheim.
Les trois œuvres les plus célèbres sont :
- LNK Infotree, par Gintaras Karosas, décrite par le livre Guiness des records comme l'œuvre d'art la plus grande au monde. La sculpture, composée de 3 000 postes de télévision, est un labyrinthe de 700 mètres de long en forme d'arbre, avec une statue de Lénine renversée en son centre. Le monument évoque la télévision comme moyen de propagande puis la victoire finale de la vérité.

- Monument du Centre de l'Europe, par Gintaras Karosas, est une série de plaques de granite sur lesquelles sont gravés les noms des capitales européennes et leur distance par rapport au parc.

- Voix souterraines, par Patricia Goodrich, est une installation multi-media. L'œuvre donne entendre les voix enregistrées de 44 artistes venant de 15 pays. Les artistes parlent de leur processus de création en anglais et dans leur langue maternelle.

## Histoire

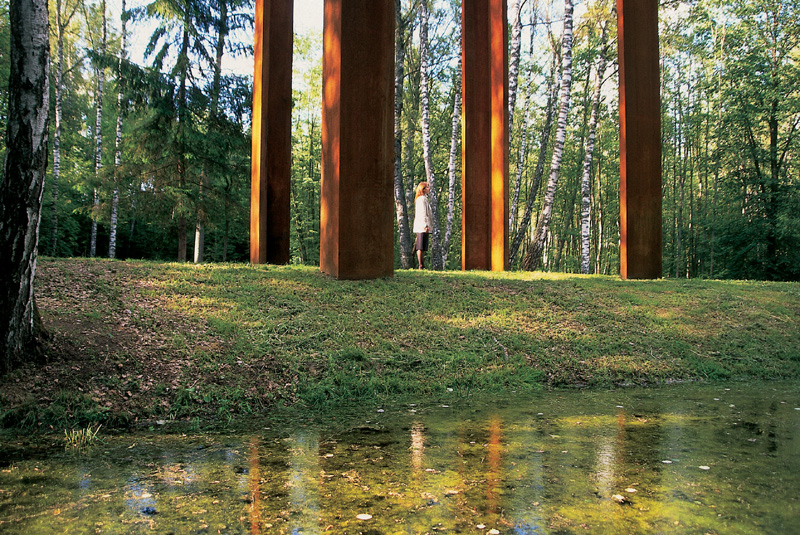
Gintaras Karosas. L'endroit

Europos Parkas a été fondé par le sculpteur Gintaras Karosas, qui était alors un étudiant aux beaux-arts, à l'Académie des arts de Vilnius. En 1987 il découvrit cet endroit proche de Vilnius.
En 1991 Karosas installa la première sculpture, marquant ainsi la naissance du parc. La contribution de l'artiste conceptuel américain Dennis Oppenheim en 1996 suscita l'intérêt international pour le projet. Aujourd'hui les 55 hectares contiennent plus de 90 œuvres par des artistes de 27 pays différents.